# テスト・フォー・エコー (ラッシュのアルバム)
『テスト・フォー・エコー』 (Test For Echo) は、カナダ出身のロックバンド、ラッシュの16作目のスタジオ・アルバム。アートワークの石積みの人型はイヌイットによるイヌクシュクを模している。ブックレット内にもイヌイットに関するものが散りばめられている。
前作「カウンターパーツ」に引き続き、ピーター・コリンズを共同プロデューサーに迎えた。レコーディングエンジニアにバンドの長年のファンで、かつて自身のグループでラッシュのカバー曲を演奏していたクリフ・ノレル、ミキシングエンジニアにアンディ・ウォレス（ニルヴァーナ、レイジ・アゲインスト・ザ・マシーン）を迎え、ギターサウンドを主軸とした前作からさらにヘヴィかつ生々しい音作りとなっている。
今作のツアーより、2部構成の3時間に及ぶライブが定番となる。

## 背景
1994年5月、「カウンターパーツ」を引っ提げたアメリカ・カナダでのツアーを終え、ゲディ・リーに娘が生まれたこともあり、グループは18ヶ月間活動を休止することになった。アレックス・ライフソンはこの期間を利用し、初のソロアルバム「ヴィクター」をレコーディングし、ニール・パートはバディ・リッチのトリビュートアルバム「バーニング・フォー・バディ」をリリースし、ニール・パート曰く「スイング・ドラムの教祖」、ジャズドラマーのフレディ・グルーパーに師事し、テクニックの習得を行った。
1995年10月、バンドは次のアルバムの制作を開始することを決定したが、作曲・リハーサルの時点でアレックス・ライフソンは「自分がこのバンドに何を求めているのか、本当に悩んでいた」「残念だけど、”僕はこれで終わり”と言う覚悟もあった」と語り、「テスト・フォー・エコー」がラッシュの最後のアルバムとなるかもしれないし、ツアーも行わないかもしれないと考えていた。しかし、「自分たちがこんなにリフレッシュして、準備万端だったとは思わなかった」「たくさんのアイディアがすぐに出てきた」とゲディ・リーが振り返るほど順調に作業が進み、最終的には予定よりも3週間早く曲作りが終わった。
1996年1月から3月にかけて、ニューヨーク州ベアズビルのベアズビル・スタジオでレコーディングされた。
完成後、アレックス・ライフソンは「テスト・フォー・エコー」がラッシュのベストアルバムの一つと評価している。
アレックス・ライフソンは新たに入手したレスポール・カスタムをメインにテレキャスターとポール・リード・スミスを使用。またアンプは典型的なマーシャルのセットアップにこだわった。ニール・パートは大半のドラムパートをトラディショナル・グリップでプレイしており、スイングやフィーリングの向上に対応するために、演奏のスタイルを大きく変えた。
ゲディ・リーは評論家に対して「すべての批評家を満足させることはできないし、それは本当に重要なことではないんだ。僕らのレコードが気に入られるのはいいことだけど、僕らのやっていることはちょっと変わっているから、すべての人に気に入られるのは不可能なんだ。僕らの音楽は、ちょっと乱暴なところもあるし…そういうものなんだ」とインタビューに答えている。

## 楽曲
「ドリヴン」はベースで書かれており、メイン・ベース、ハーモニー・ベース、ボトム・エンドのサブ・ベースと3つのベース・トラックが使われている。
「トーテム」「レジスト」「ハーフ・ザ・ワールド」では、アレックス・ライフソンがソロアルバムで使用した10弦マンドラをフィーチャーしている。
「リンボ」はスケッチしていたものの未使用のままだった様々なアイデアの断片をつなぎ合わせたインストゥルメンタル。

## 収録曲
| 全作詞: ニール・パート（注記ない場合）、全作曲: アレックス・ライフソン ＆ ゲディ・リー。 |                                             |                                 |                                        |      |
| #                                                                                        | タイトル                                    | 作詞                            | 作曲・編曲                             | 時間 |
| 1.                                                                                       | 「Test For Echo」(Lyrics: Peart,Pye Dubois) | ニール・パート （注記ない場合） | アレックス・ライフソン ＆ ゲディ・リー | 5:56 |
| 2.                                                                                       | 「Driven」                                  | ニール・パート （注記ない場合） | アレックス・ライフソン ＆ ゲディ・リー | 4:27 |
| 3.                                                                                       | 「Half The World」                          | ニール・パート （注記ない場合） | アレックス・ライフソン ＆ ゲディ・リー | 3:43 |
| 4.                                                                                       | 「The Color Of Right」                      | ニール・パート （注記ない場合） | アレックス・ライフソン ＆ ゲディ・リー | 4:48 |
| 5.                                                                                       | 「Time And Motion」                         | ニール・パート （注記ない場合） | アレックス・ライフソン ＆ ゲディ・リー | 5:01 |
| 6.                                                                                       | 「Totem」                                   | ニール・パート （注記ない場合） | アレックス・ライフソン ＆ ゲディ・リー | 4:58 |
| 7.                                                                                       | 「Dog Years」                               | ニール・パート （注記ない場合） | アレックス・ライフソン ＆ ゲディ・リー | 4:55 |
| 8.                                                                                       | 「Virtuality」                              | ニール・パート （注記ない場合） | アレックス・ライフソン ＆ ゲディ・リー | 5:44 |
| 9.                                                                                       | 「Resist」                                  | ニール・パート （注記ない場合） | アレックス・ライフソン ＆ ゲディ・リー | 4:23 |
| 10.                                                                                      | 「Limbo」                                   | ニール・パート （注記ない場合） | アレックス・ライフソン ＆ ゲディ・リー | 5:29 |
| 11.                                                                                      | 「Carve Away The Stone」                    | ニール・パート （注記ない場合） | アレックス・ライフソン ＆ ゲディ・リー | 4:06 |

## チャート
| Year | Chart                | 最高順位 |
| ---- | -------------------- | -------- |
| 1996 | Billboard 200        | 5        |
| 1996 | 全英アルバムチャート | 25       |